# إيزابيلا أميرة تارنتو
إيزابيلا من تارانتو (تقريبًا 1424 - 30 مارس 1465) ولدت إيزابيلا من كليرمون، وكانت أميرة تارانتو وملكة نابولي القرينة زوجة فرديناندو الأول ملك نابولي.